# Parc d'État de Banning
Le parc d'État de Banning (en anglais : Banning State Park) est une réserve naturelle située dans l'État du Minnesota, aux États-Unis, dans le comté de Pine, près de la Kettle River. L'attrait du parc réside dans ses rapides de classe IV et ses modelés glaciaires.